# TV.com
TV.comは、レッド・ベンチャーズが運営していたデータベースサイトである。

## 概要
2005年6月1日に開設。TV.comが開設される以前はTV Tomeが存在した。主に､番組のデータ､エピソードの詳細、写真､ビデオなどが掲載されている。
TV.comはCBSインタラクティブが運営されており､その他、GameFAQs、GameSpot、MP3.com、MovieTomeなどを運営されている。
2008年12月16日にはHDストリームでフルエピソードが視聴できるようになった。ただし､米国外は視聴できない。
TV.comのニュースと特集ページは2019年の春以降は更新されなくなり、サイトには断続的にしかアクセス出来なかった。2020年7月初旬の時点で登録ユーザーはプロフィールページとユーザーポストにログイン不可となり、投稿はフォーラムから削除された。その結果、個々のプログラムやシリーズに関連する情報を、コンテンツを作成したユーザーが編集または更新することが出来なくなった。
2021年6月28日をもって、サイトはインターネット上で利用できなくなった。